# (6077) Messner
(6077) Messner est un astéroïde de la ceinture principale.

## Description
(6077) Messner est un astéroïde de la ceinture principale. Il fut découvert le 3 octobre 1980 à l'Observatoire Kleť par Zdeňka Vávrová. Il présente une orbite caractérisée par un demi-grand axe de 2,79 UA, une excentricité de 0,11 et une inclinaison de 4,3° par rapport à l'écliptique.

## Compléments